# С5М (розгінний блок)
С5М (індекс ГРАУ 11С683) — третій ступінь РН Циклон-3, призначений для запусків автоматичних космічних апаратів (АКА) наукового, прикладного, комерційного та військового призначення. При проєктуванні у його конструкції було закладено широкі можливості реалізації енергетично оптимальних траєкторій виведення КА на задані орбіти, такі як кругові, еліптичні, з будь-яким необхідним положенням перигею у діапазоні висот від 150 до 10000 км. З цією метою передбачені можливості з керування часом, тривалістю та кількістю включень двигуна ступеня. Використовувався для запуску КА різного призначення (таких як Метеор, Океан, Космос), зокрема за програмамами міжнародного співробітництва (Аркад, Магіон, Іонозонд).
Для запуску РН Циклон-3 використовувався космодром «Плесецк». Запуски космічних апаратів здійснюювалися двома базовими трасами на орбіти нахилом 82.5 і 73.6 градусів.

## Льотно-технічні характеристики
| Загальні відомості                                                   | Загальні відомості                                                        |
| -------------------------------------------------------------------- | ------------------------------------------------------------------------- |
| Назва розгінного блоку                                               | С5М                                                                       |
| Ракета-носій                                                         | Циклон-3                                                                  |
| Короткий опис                                                        | Одноступічантий РБ з несучими баками та РРД                               |
| Дизайн Виготовлення                                                  | КБ «Південне» ДП «Південний машинобудівний завод»                         |
| Перший політ                                                         | 1977                                                                      |
| Останній політ                                                       | 2009                                                                      |
| Основні характеристики                                               |                                                                           |
| Довжина (без корисного навантаження) / Діаметр, м                    | 2,75 (2,4)/ 2,2                                                           |
| Маса конструкції, кг                                                 | 1407                                                                      |
| Маса палива, кг                                                      | 3200                                                                      |
| Компоненти палива / Значення К                                       | АТ+НДМГ / 2,1                                                             |
| Характеристики двигунної установки                                   |                                                                           |
| Тяга двигуна в пустоті, кН                                           | 79,6                                                                      |
| Тяга маршового двигуна, кН                                           | 73,67                                                                     |
| Двигунна установка. Назва, склад, тип подачі                         | 1×РД-861 (11Д25). ГГ, ТНА, відкрита схема                                 |
| Маса двигуна, кг                                                     | 123                                                                       |
| Висота / Найбільший діаметр, м                                       | 1,555 / 0,8                                                               |
| Питомий імпульс, м/с                                                 | 3170                                                                      |
| Максимальний час роботи, с                                           | 118 при однократному увімкненні 116 при двократному                       |
| Максимальна кількість ввімкнень                                      | 2                                                                         |
| Система запуску                                                      | За допомогою піростартерів                                                |
| Тип системи наддуву баків                                            | Балонна, шар-балон                                                        |
| Газ наддуву                                                          | Гелій                                                                     |
| Умови роботи                                                         |                                                                           |
| Максимальне перевантаження: осьове, g поперечне, g                   | 12 1,5                                                                    |
| Точність: по висоті, км по періоду обертання, с по нахилу орбіти, км | 25 12 5                                                                   |
| Обмеження на погоду                                                  | Запуск при будь-яких метеорологічних умовах (дощ, сніг, туман, град, пил) |
| Температура                                                          | від -40 °C до +50 °C                                                      |
| Швидкість вітру                                                      | до 20 м/с                                                                 |

## Історія створення
В 1960-х в СРСР з'явилась ідея, запропонована Михайлом Янгелем, по переобладнанню МБР, гарантійний термін експлуатації яких завершився, в ракети-носії. За його задумом такі МБР одразу прямують на полігон, де до них пристикується заправлений паливом додатковий ступінь з космічним апаратом і бойова ракета перетворюється на ракету-носій. Цей додатковий ступінь С5М мав бути універсальним. Основна суть універсальності полягала в тому, щоб масово-габаритні характеристики ступеню разом з КА та головним обтічником, його початкова тягоозброєність, були ідентичними з характеристиками орбітальної головної частини бойової ракети. Це дозволяло використовувати без особливих доопрацювань у заводських умовах більшість типів бойових балістичних ракет, створених на «Південмашзаводі», хоча енергетичні можливості нових носіїв виявлялися дещо нижчими за максимально можливі. Така пропозиція мала б великий економічний ефект, але його пропозицію спочатку відхилили.
В 1962 року Центральний науково-дослідний інститут (ЦНДІмаш) запропонував використати щойно прийняті на озброєння ракети Р-16 для запусків метеорологічних штучних супутників Землі «Метеор». Проте було вирішено для цих цілей доопрацювати PH «Восток».
Починаючи з 1969 року, планувалося зняття з бойового чергування Р-16, термін гарантійного зберігання яких минув.
У серпні 1965 року на підставі урядової постанови № 651-244 у КБ «Південне» було розгорнуто роботи зі створення двоступеневого носія «Циклон-2» на базі Р-14 (інша назва — «Циклон-М») для запусків космічних об'єктів на низьку навколоземну орбіту. Одночасно велися дослідження щодо розширення можливостей нового носія шляхом встановлення додаткового третього ступеня.
21 червня 1967 року РМ СРСР своєю Постановою N 715—240 зобов'язав промисловість та МО СРСР використовувати ракету-носій 11К64, що розробляється на базі Р-16 (8К64) з додатковим ступенем С5М, для запусків КА серії «Космос» та «Метеор».
21 липня 1967 року Рада Міністрів СРСР ухвалив постанову, за якою запуски КА серії «Космос» і «Метеор» мали б здійснюватись ракетою-носієм, що розробляється на базі Р-36орб.
У серпні 1968 року в тактико-технічному завданні було конкретизовано, що на основі ракети Р-36орб створюються два носії: двоступеневий 11К69 — для вирішення завдань, визначених постановою 1965 року, та триступеневий 11К68 — як універсальний носій легкого класу.
20 червня 1970 року виходить постанова ЦК КПРС, за якою ракета-носій 11К68 розроблялась з використанням універсального ступеню С5М як третього ступеня (розгінного блоку).
Льотні випробування «Циклону-3» проходили на космодромі «Плесецк» з 24 червня 1977 року по 12 лютого 1979 року. Усього відбулося 6 пусків, під час яких вдалося достроково виконати намічену програму випробувань.
У січні 1980 року КРК «Циклон-3» прийняли в експлуатацію у складі космічних комплексів «Метеор», «Мусон», «Стріла». У зв'язку з необхідністю запуску одночасно шести супутників «Стріла» розробником була модернізована система управління ступеню С5М.
Новий ракетний комплекс був готовий замінити два старі — «Космос-3» і «Восток».
1984 на нього були повністю переведені завдання із запусків КА, які до цього вирішувалися за допомогою РН «Восток».
Станом на 02.02.2024 року проведено 122 запуски (серед яких 6 в період випробувань), з них 114 успішних, 5 аварійних, 3 частково успішних.
Наразі система не експлуатується, останній запуск відбувся 30.01.2009.

## Конструкція
С5М виконаний в ампульному варіанті, що забезпечує його тривале зберігання у заправленому стані.
На ступені встановлена своя власна автономна інерційна система керування, яка пов'язана з системою керування першого та другого ступенів лише через систему узгодження осей гіроприладів. Необхідна ув'язка роботи обох систем управління забезпечується шляхом обміну мінімальною кількістю команд та сигналів. Ця система була розроблена Київським радіозаводом.
Розгінний блок С5М складається з приладного відсіку, ємності з гелієм, бака окисника, бака пального, двигунного відсіку, хвостового відсіку і рами корисного навантаження.

### Приладний відсік
Приладовий контейнер виконаний у вигляді тороподібної герметичної оболонки, що має майже прямокутний поперечний переріз. Зовнішній діаметр цієї оболонки становить 2,2 м, висота — 0,8 м. Внутрішній діаметр оболонки дорівнює 0,8 м. Оболонка зварена, усередині має раму для розміщення на ній приладів системи керування.

### Ємність з гелієм
Усередині циліндричної порожнини приладового контейнера змонтований шар-балон, що має діаметр 0,6 м. Балон закріплений на конусоподібній рамі на її меншому передньому шпангоуті. Рама встановлена на внутрішньому розпірному шпангоуті тороподібного бака окисника за допомогою заднього шпангоуту, що має діаметр 0,8 м.

### Паливні баки окисника та пального
Тороподібні паливні баки утворюють паливний відсік з суміщеним днищем, що розділяє відсік на передній бак окислювача і задній бак пального. Паливний відсік має переднє днище баку окислювача і заднє днище баку пального. Висота днищ становить 0,2 м, ширина паливного відсіку — 0,6 м. Усередині баків встановлені апарати системи наддуву, контролю рівня палива, дренажно-запобіжні клапани (ДЗК), демпфери коливань. На задньому днищі бака окислювача встановлені сифонний забірний пристрій, витратний трубопровід окислювача, який виведений на внутрішню поверхню бака. На задньому днищі бака пального є профільований забірний пристрій, витратний трубопровід пального, спрямований по осі блоку, надалі він загинається практично на 180° і прямує до двигуна. Над забірними пристроями баків встановлені сітчасті роздільники, що перешкоджають відходу рідини від забірних пристроїв при польоті РН в умовах невагомості за рахунок поверхневого натягу сил на комірках сітки.
Усі силові елементи паливного відсіку виготовлені зі сплаву АМг6.
Для усунення дестабілізуючого впливу рідини в баки пального та окислювача С5М було встановлено по 12 радіальних перегородок із закріпленими на них демпфуючими елементами. Введення додаткових конструкцій у баки несприятливо відбивається на вагових та енергетичних характеристиках КС.

### Двигунний відсік
У внутрішньому об'ємі, утвореному внутрішніми стінками паливного відсіку з діаметром 0,8 м, нерухомо встановлений маршовий двигун 11Д25 розробки КБ «Південне».
Маршовий двигун 11Д25 з турбонасосною системою подачі палива, виконаний по схемі без допалювання генераторного газу, працює на паливі Азотний тетраоксид+Несиметричний диметилгідразин.
Конструкція МД третього ступеня залежно від обраної схеми польоту забезпечує або одноразове або дворазове його включення.
Управління польотом на АДТ здійснюється за допомогою восьми вихлопних сопел, що викидають відпрацьований газ турбонасосного агрегату (ТНА), нерухомо встановлених на задньому торцевому шпангоуті хвостового відсіку. Ця система складається з газоводів, газорозподільників (клапанів перепуску) і восьми нерухомих газових сопел: чотирьох, що забезпечують управління по тангажу і рисканню, та чотирьох по крену. Сопла тангажу і рискання розташовані під кутом 33° до повздовжньої осі РН, а сопла крену — попарно в площині стабілізації I—III двома блоками. Сопла в кожному блоці направлено у різні боки по дотичній до кола поперечного перерізу хвостового відсіку.
Для управління польотом на пасивній ділянці польоту (ПДП) використовується Рідинна реактивна система управління (РРСУ). Вона призначена для заспокоєння ступеню з КА після розділення, орієнтації, стабілізації, а також забезпечення запуску МД в умовах невагомості. Система управління має РРД з витискальною системою подачі. Вона живиться паливом з основних баків, має 10 мініатюрних нерухомих камер згорання, 8 камер використовуються для орієнтації та стабілізації по тангажу, рисканню та крену, 2 складають Блок забезпечення запуску (БЗЗ) — який створює повздовжнє прискорення перед ввімкненням маршового двигуна, осаджує паливо біля забірного пристрою. Ці двигуни працюють у короткочасному або імпульсному режимах включення. Для включення камер використовуються пусковідсічні електрогідроклапани (ЕГК). Паливо в ЕГК подається трубопроводами з основних баків під дією газу наддуву (гелію). Камери закріплені на задньому торцевому шпангоуті хвостового відсіку. Пізніше схожа система буде використана на третьому ступені Циклона-4.
Запуск двигунів здійснюється піростартерами.

### Хвостовий відсік
На задньому розпірному шпангоуті бака пального закріплений хвостовий відсік, утворений двома конічними оболонками. Передній конус має меншу основу, діаметром 2 м і висотою 0,4 м. На цьому конусі установлено РРСУ. Конус закінчується заднім шпангоутом діаметром 2,2 м. Шпангоут є стикувальним (з його допомогою забезпечується з'єднання з переднім торцевим шпангоутом останнього ступеня РН). Крім того, до шпангоуту приварено задній зворотний конус хвостового відсіку, що має висоту 0,4 м і задню меншу основу діаметром 2 м. Відсік має задній торцевий шпангоут, на якому закріплена торцева діафрагма з круглим центральним отвором для проходу сопла двигуна. Діафрагма вкрита теплоізоляцією для захисту її від впливу гарячих газів, що витікають із сопла.
Третій ступінь стикується з другим ступенем за допомогою спеціального перехідника, на який встановлюється і головний обтічник, що захищає третій ступінь і космічний апарат від впливу повітряного потоку, що набігає.
Третій ступінь розділяється з другим холодним методом, другий ступінь гальмується за допомогою РДТП. Розділення відбувається за допомогою 4 пружинних штовхачів. Скидання головного обтічника (ГО), відбувається під час роботи другого ступеню.

### Рама корисного навантаження
Встановлена на верхній напівоболонці приладового контейнера, заввишки 0,2 м і діаметром 0,8 м.

### Політ
РН «Циклон-3» виводить космічні апарати на задані орбіти за «жорсткими» траєкторіями, які закладені в пам'ять системи управління у вигляді програм зміни швидкості та кутової орієнтації ракети залежно від часу польоту. У польоті система управління з допомогою своїх інерційних вимірювачів визначає фактичні значення параметрів польоту, порівнює їх з розрахунковими значеннями і виробляє сигнали, що управляють, за допомогою яких змінюються поточні швидкість і кути орієнтації ракети до їх збігу з розрахунковими значеннями. Необхідний набір програм руху номінальними траєкторіями розраховується заздалегідь і записується в пам'ять бортової апаратури під час її виготовлення. У ході підготовки РН до пуску балістиками космодрому складається Польотне завдання, в якому вказуються необхідна програма руху та параметри налаштування систем управління. Дані Польотного завдання записуються у пам'ять системи управління носія на останніх хвилинах передстартової підготовки.

### Модернізація
Починаючи з 98 пуску РН «Циклон-3» (13 липня 1992 року) почалися роботи з екологічного захисту навколишнього середовища від витоку ракетного палива, що залишається у ступенях, що відпрацювали. Використання нового методу розрахунку доз заправки баків РН, розробленого фахівцями космодрому спільно з КБ «Південне», дозволив 1992 року зменшити залишки палива в баках перших ступенів приблизно на 30 відсотків. Очікувалося проведення конструктивних доробок, які дозволяли більш ніж у два рази зменшити залишки палива.

## Історія запусків
За весь час своєї експлуатації та випробування (33 роки) РН «Циклон-3» з розгінним блоком С5М здійснили 122 запуски та доставили на різні навколоземні орбіти 226 КА.
| Рік  | Проведено пусків РН | Проведено пусків РН | Проведено пусків РН | Проведено пусків РН | Запущено КА |
| ---- | ------------------- | ------------------- | ------------------- | ------------------- | ----------- |
| Рік  | Всього              | Зокрема             | Зокрема             | Зокрема             | Запущено КА |
| Рік  | Всього              | Повністю успішно    | Частково успішно    | Аварійні            | Запущено КА |
| 1977 | 3                   | 3                   | -                   | -                   | 3           |
| 1978 | 2                   | 2                   | -                   | -                   | 4           |
| 1979 | 1                   | 1                   | -                   | -                   | 1           |
| 1980 | 1                   | 1                   | -                   | -                   | 1           |
| 1981 | 5                   | 4                   | -                   | 1                   | 4           |
| 1982 | 4                   | 4                   | -                   | -                   | 4           |
| 1983 | 5                   | 5                   | -                   | -                   | 5           |
| 1984 | 7                   | 6                   | 1                   | -                   | 7           |
| 1985 | 12                  | 12                  | -                   | -                   | 22          |
| 1986 | 12                  | 11                  | -                   | 1                   | 11          |
| 1987 | 11                  | 11                  | -                   | -                   | 21          |
| 1988 | 10                  | 10                  | -                   | -                   | 15          |
| 1989 | 8                   | 7                   | -                   | 1                   | 17          |
| 1990 | 8                   | 8                   | -                   | -                   | 18          |
| 1991 | 8                   | 8                   | -                   | -                   | 23          |
| 1992 | 5                   | 5                   | -                   | -                   | 15          |
| 1993 | 4                   | 4                   | -                   | -                   | 14          |
| 1994 | 7                   | 6                   | -                   | 1                   | 17          |
| 1995 | 1                   | 1                   | -                   | -                   | 2           |
| 1996 | 1                   | 1                   | -                   | -                   | 3           |
| 1997 | 1                   | 1                   | -                   | -                   | 3           |
| 1998 | 1                   | -                   | 1                   | -                   | 6           |
| 1999 | -                   | -                   | -                   | -                   | -           |
| 2000 | 1                   | -                   | -                   | 1                   | -           |
| 2001 | 2                   | -                   | -                   | -                   | 7           |
| 2002 | -                   | -                   | -                   | -                   | -           |
| 2003 | -                   | -                   | -                   | -                   | -           |
| 2004 | 1                   | -                   | 1                   | -                   | 2           |
| 2005 | -                   | -                   | -                   | -                   | -           |
| 2006 | -                   | -                   | -                   | -                   | -           |
| 2007 | -                   | -                   | -                   | -                   | -           |
| 2008 | -                   | -                   | -                   | -                   | -           |
| 2009 | 1                   | -                   | -                   | -                   | 1           |

Неповна таблиця КА, запущених РН «Циклон-3» з розгінним блоком С5М (станом на 1993р) та їхнє призначення.
| Назва                               | Призначення                                  |
| ----------------------------------- | -------------------------------------------- |
| Метеор-2                            | Метеорологія                                 |
| Метеор-3                            | Метеорологія                                 |
| Метеор-3М                           | Метеорологія                                 |
| Океан                               | Океанографія                                 |
| Муссон                              | Геодезія                                     |
| Ореол Интеркосмос-24 Интеркосмос-25 | Дослідження іоносфери                        |
| Коронас                             | Дослідження сонячно-земного зв'язку          |
| Гонец                               | Низькоорбітальна супутникова система зв'язку |

Станом на 25.02.2020 відомо, що серед всіх запущених розгінних блоків, 5 блоків С5М згоріли в атмосфері і 109 знаходяться на орбіті.
Серед 5 блоків що розпались, один (це був блок, який в 2001 році запустив супутник «Coronas F») розпався 27.04.2017 і упав в південно-східній частині Тихого океану, ще один (який у 1991 році запустив супутник Метеор-3-5) упав в океан 12.02.2020.

#### Невдалі запуски
В червні 1998 року третій ступінь С5М спрацював нештатно, внаслідок чого група супутників «Стріла» та «Гонец» були виведені на неправильну орбіту.
27 грудня 2000 року з космодрому «Плесецьк» було запущено РН «Циклон-3» з трьома супутниками «Стріла» для військових та трьома подібними цивільними супутниками. Проте ракета не долетіла до своєї орбіти, і розбилась в Східносибірському морі. За результатами розслідування було повідомлено, що причиною стало завчасне припинення роботи двигуна РБ С5М.
24 грудня 2004 ракета-носій мала вивести на орбіту супутники Січ-1М та KS5MF2, проте через незрозумілі причини (серед основних версій — відмова другого увімкнення двигуна РД-861) вивела вантаж на нижчу орбіту, внаслідок чого термін їхньої експлуатації зменшився з трьох років до одного року та півроку відповідно.